# Scan Line Interleave

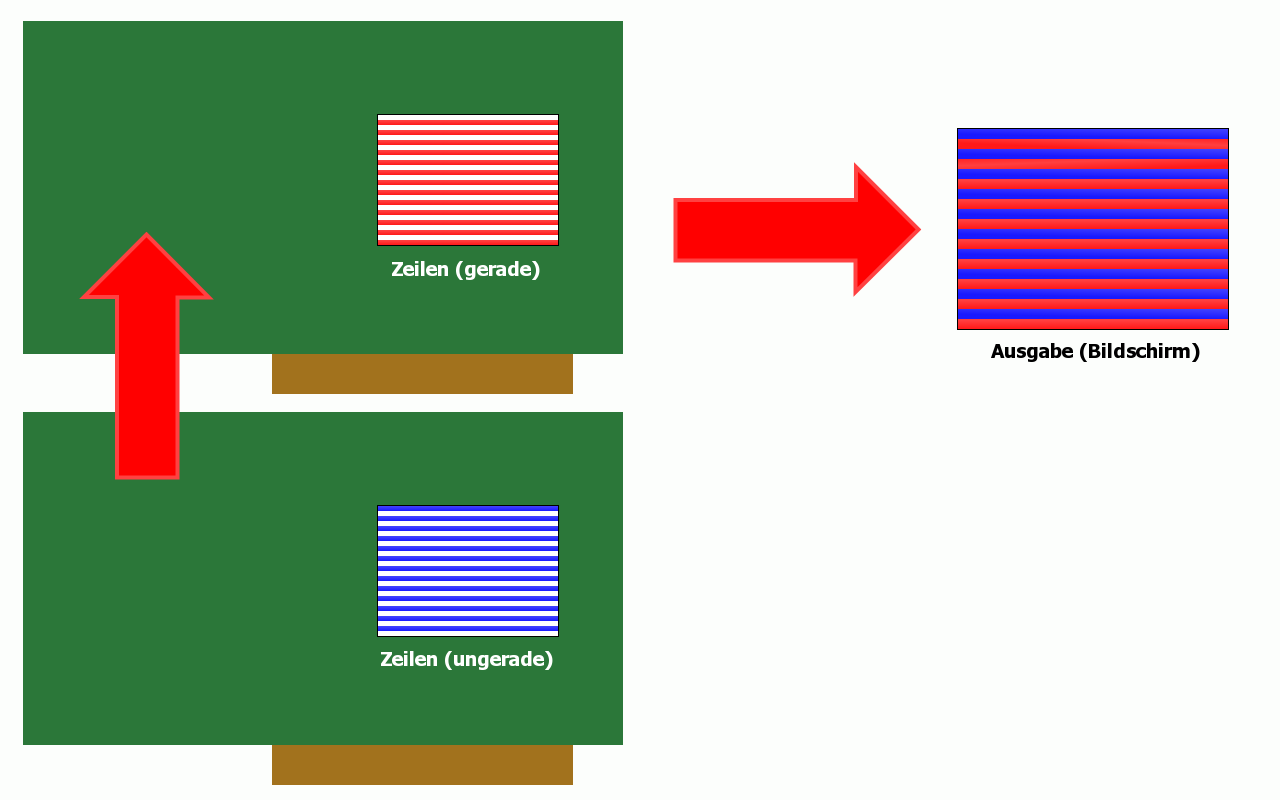
Schema der Funktionsweise

Scan Line Interleave (SLI) ist ein in der 3D-Computergrafik eingesetztes Multi-GPU-Verfahren zur Lastverteilung der Rechenarbeit auf mehrere Grafikchips. Ursprünglich wurde dieses Verfahren ab 1996 von 3dfx zur Leistungssteigerung von Grafikkarten der Voodoo-Reihe (insbesondere Anfang 1998 bei der Voodoo 2) entwickelt. Scan Line Interleave ist hierbei der Produktname sowie der Name des eigentlichen Verfahrens.

## Funktionsweise

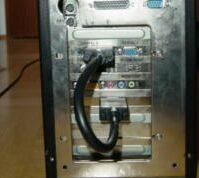
VGA-Loop-Kabel einer Voodoo-1-Karte

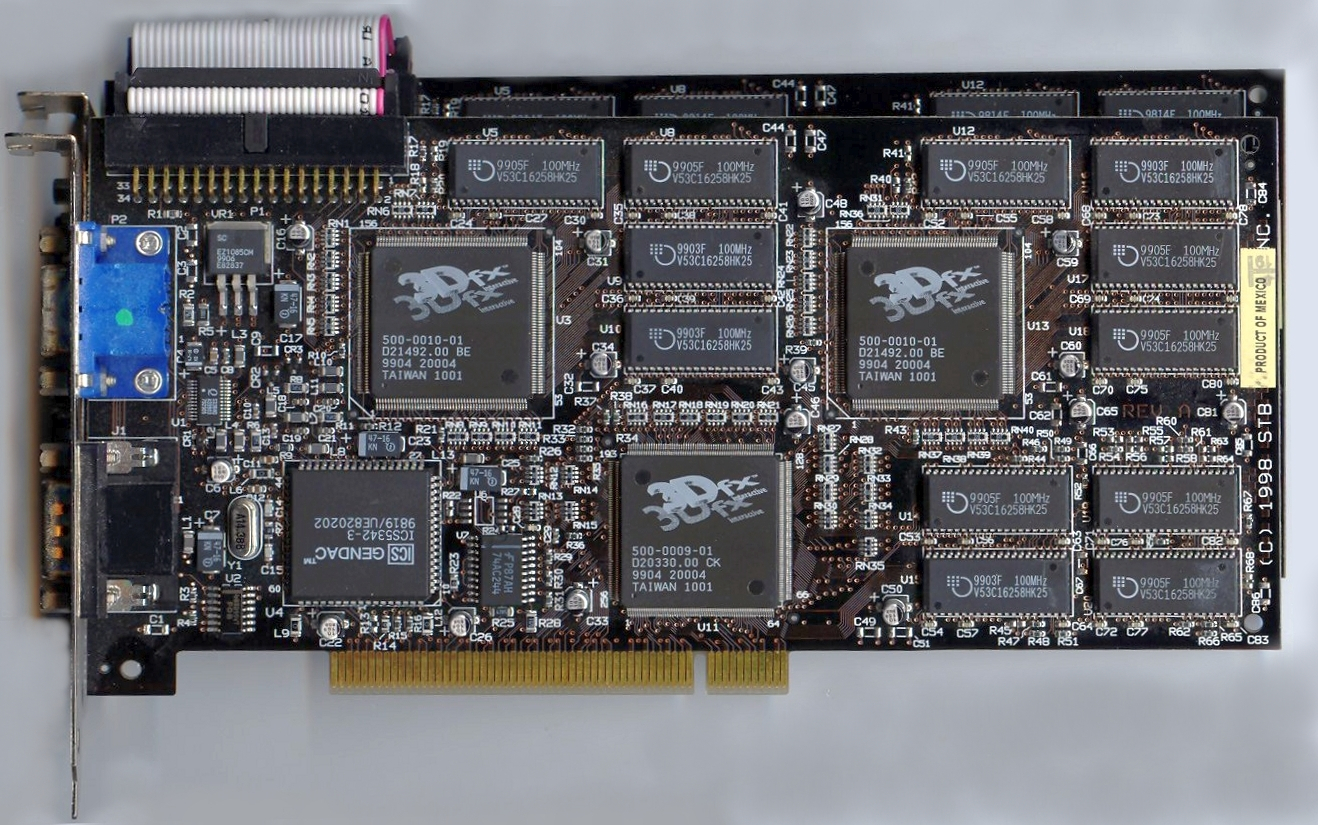
Zwei einzelne Voodoo2 Karten verbunden mit einem SLI-Kabel

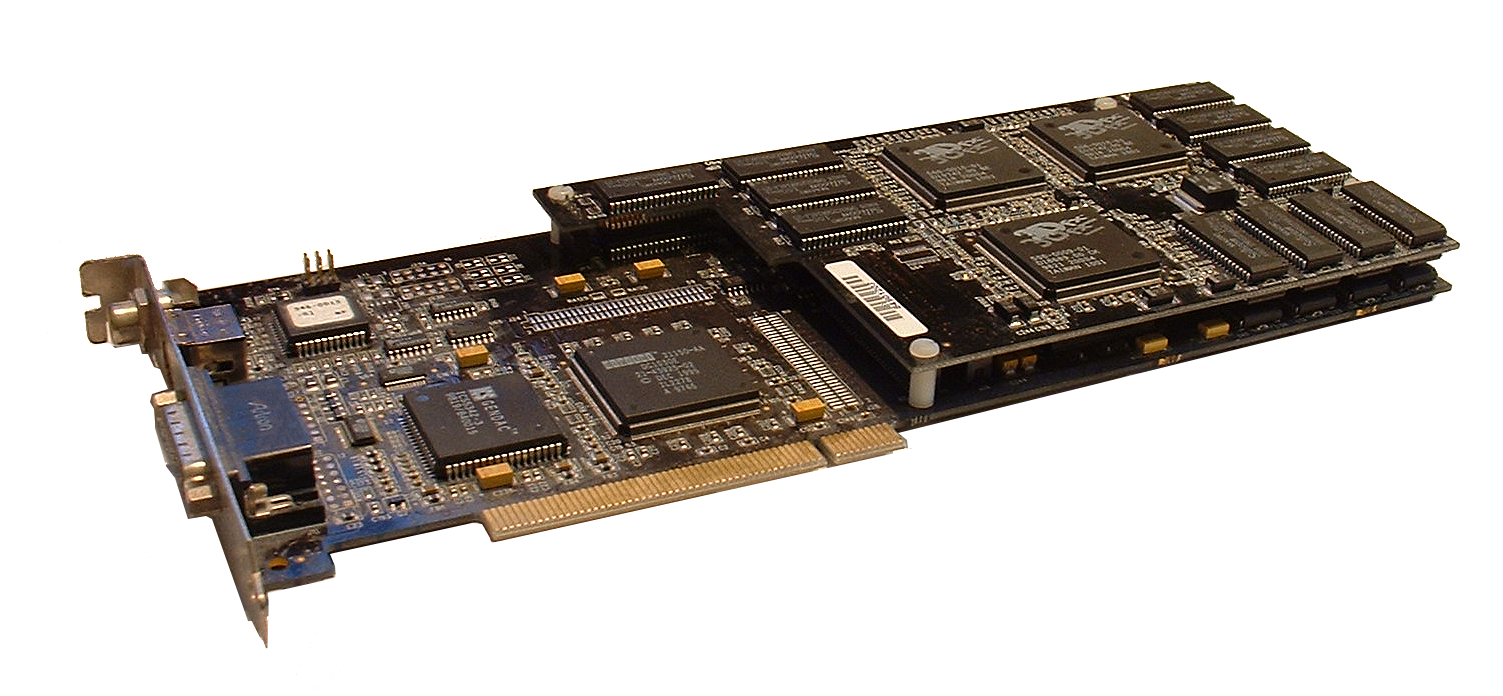
Grafikkarte von Quantum3D mit zwei Voodoo 2 in SLI

Üblicherweise werden zwei Grafikkarten oder zwei Grafikprozessoren miteinander verbunden, eine Karte bzw. Chip berechnet alle geraden Bildschirmzeilen (Scan Lines), die andere alle ungeraden. Theoretisch verdoppelt sich so die Leistung, allerdings müssen beide Karten bzw. beide Chips mit Geometrie- und Texturinformationen versorgt werden. Dies verlangsamt die Berechnung zwar, andererseits muss nach dem Rendern des Halbzeilenbildes nur die Hälfte der Daten in den Frame- bzw. Back-Buffer geschrieben werden bzw. in den RAMDAC gelesen werden. Bei damaligen Voodoo-2-Systemen mit Pentium II Prozessor konnte eine Leistungssteigerung von etwa 40 bis 60 % erzielt werden – man konnte bei gleicher Framerate die Auflösung von 800×600 auf 1024×768 anheben.
Bei der Lösung mit zwei getrennten 3D-Beschleunigern werden diese über ein kleines Flachbandkabel verbunden, der RAMDAC der ersten Grafikkarte (an die der VGA-Monitor angeschlossen wird) kombiniert die beiden Bilder und schickt sie zum Monitor.
Da die Voodoo 2 ausschließlich 3D-Grafiken berechnen konnte, muss für den normalen Desktop-Betrieb immer noch eine dritte 2D-Grafikkarte vorhanden sein, die mit einem VGA-Loop Kabel mit der ersten 3D-Grafikkarte verbunden wird. Im 2D-Betrieb schleift die 3D-Grafikkarte das Signal nur durch.
Mit der Voodoo-5-Serie hat 3dfx auch mehrere SLI-fähige Grafikchips (VSA-100) auf einer Grafikkarte verbaut.

## Grafikchips mit SLI-Unterstützung
Folgende Grafikchips unterstützen SLI:
- Voodoo Graphics (hier gab es nur von der Firma Quantum3D Karten, die nachträglich zusammengeschaltet werden konnten, alle anderen waren auf Einzelkarten beschränkt)
- Voodoo 2 (mit diesem Grafikchipsatz konnte SLI das erste Mal von Privatanwendern genutzt werden)
- Voodoo 3 (hier gab es jedoch nur wenige Prototypen von Quantum3D, die vier Chips auf einem PCB beinhalteten)
- VSA-100 (es gab Karten mit bis zu acht Grafikchips auf einem PCB und insgesamt 512 MB Video-RAM)

Bei der Voodoo 2 wurden anfangs immer zwei Karten von demselben Hersteller benötigt (ausgenommen der Wicked3D-Treiber). Mit späteren Referenztreibern arbeiteten auch die Voodoo 2 verschiedener Hersteller zusammen. Einzige Voraussetzung dafür war die Bestückung mit derselben Menge an VRAM. Bei Voodoo Graphics und VSA-100 war SLI nur mit Grafikkarten möglich, die bereits mit zwei oder mehreren SLI-fähigen Grafikchips bestückt waren.

## SLI von NVIDIA
Die im Jahr 2004 von Nvidia eingeführte Scalable-Link-Interface-Technologie (SLI), die ebenfalls einen paarweisen Betrieb von 3D-Grafikkarten zwecks Lastverteilung zulässt, baut nicht auf der Scan-Line-Interleave-Methode auf, auch wenn es die Verwendung der gleichen Abkürzung vermuten lässt. Nvidia hat seit Ampere die Unterstützung in Spielen beendet.